# Molten

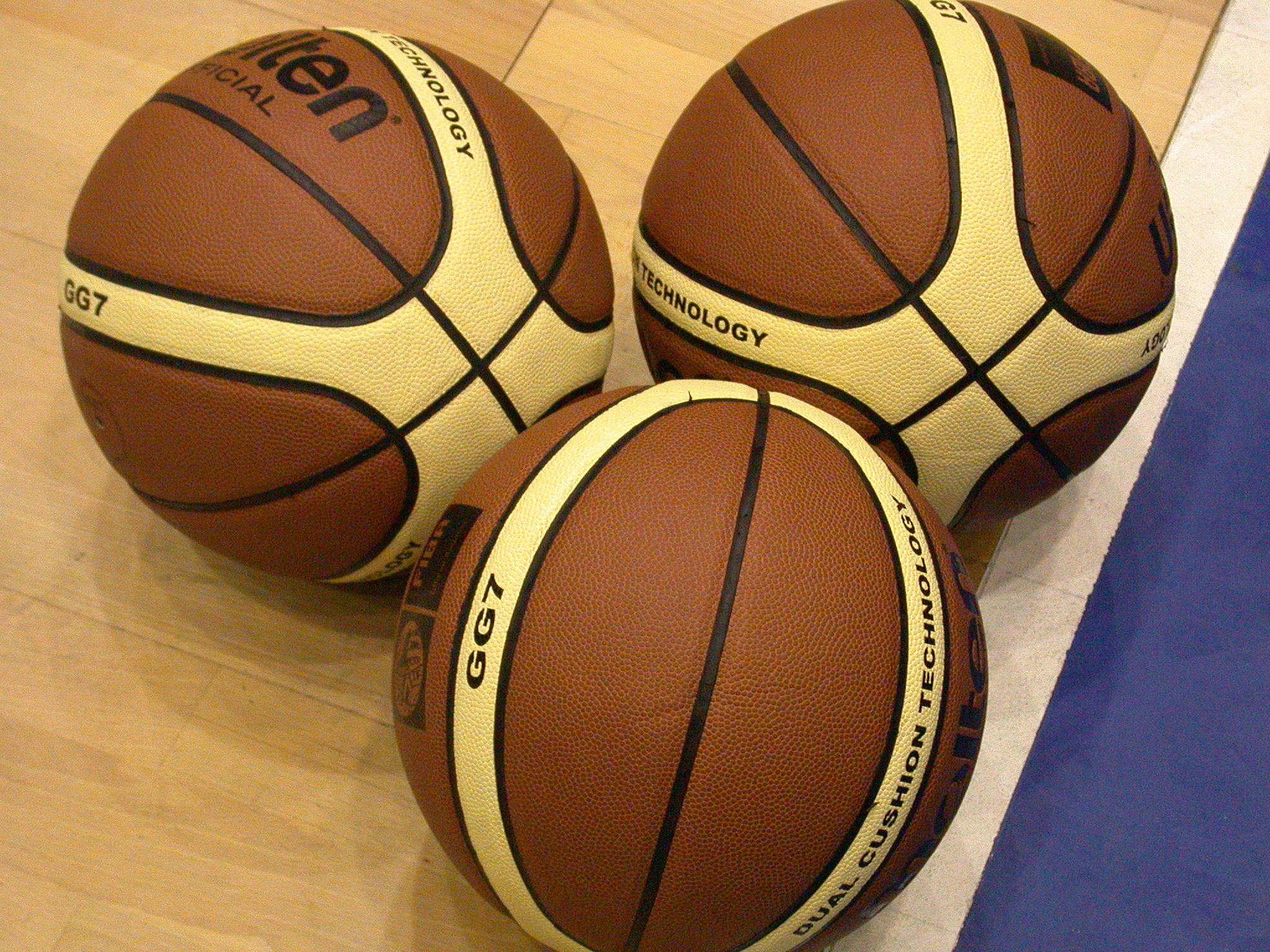
Баскетбольные мячи Molten

Molten Corporation (яп. 株式会社モルテン Кабусики-гайся Морутэн) — японская компания основана в Хиросиме, всемирно известный производитель мячей и аксессуаров для игровых видов спорта, поставляет на рынок свою продукцию с 1 ноября 1958 года. Molten, производитель спортивных товаров, являющийся одним из крупнейших производителей мячей для баскетбола, волейбола и футбола, входящий в пятерку лидеров в этой области. Главной офис фирмы Molten расположен в Японии, а её многочисленные представительства находятся в Америке, Корее и Мексике. Мячи производятся в нескольких странах: Индии, Китае, Пакистане, Таиланде и Вьетнаме.

## Баскетбол
Molten Corporation — является одним из крупнейших производителей мячей для баскетбола. Мячи Molten выпускаются на протяжении более 20 лет. Начиная с 1982 года, баскетбольные мячи Molten являются официальными мячами всех международных соревнований, проводимых под эгидой ФИБА и ФИБА Европа, включая Олимпийские игры и Чемпионаты мира и Европы. С 2004 года GL7/GL6 — официальный мяч Российской Федерации Баскетбола.
Molten имеет действующие контракты на производство мячей с:
- всеми мировыми чемпионатами и отборочными играми ФИБА[2];
- всеми событиями, проводимыми ФИБА-Азия;
- национальными баскетбольными лигами Аргентины, Австралии (мужской и женской), Германии, Греции, Италии, Литвы, Филиппин, Польши (женщины) и Португалии.

## Волейбол
В 1969 году Международная федерация волейбола (FIVB) протестировала и признала мячи Molten соответствующими всем требованиям. Мяч Molten FLISTATEC® V5M5000 является официальным игровым мячом Итальянской Федерации Волейбола и всех игр, проводимых под эгидой этой федерации, включая Чемпионаты Серии А1, и А2 среди мужских и женских команд. Данный мяч признан официальным игровым мячом Британской Лиги Университетов и Колледжей (BUCS), и Молодёжных Игр в Лондоне, 2010. Волейбольный мяч Molten стал официальным мячом национальной команды США в 1997 году, для юношеских сборных в 2001 году. Все турниры по волейболу в США среди клубов, регионов, гимназий, колледжей проводятся с использованием волейбольных мячей Molten.